# Peter Agius
Peter Agius (né le 9 avril 1979 à San Ġiljan à Malte) est un homme politique maltais. Issu de la scène politique européenne, il est élu au Parlement européen en 2024.

## Biographie
Agius nait à San Ġiljan. Diplomé de droit de l'université libre de Bruxelles, il rejoint le bureau de l'Union européenne à Malte. En 2017, il commence à écrire les discours d'Antonio Tajani, haut gradé du Parlement européen. Candidat pour un siège à ce parlement deux ans plus tard, il n'est pas élu,,.
En 2024, il est de nouveau candidat au poste de député européen. Profitant de la popularité de Roberta Metsola, il est le second membre du Parti nationaliste à obtenir un siège,,.